# Essen Topojew
Essen Tolenowitsch Topojew (kirgisisch und russisch Эсен Толенович Топоев; * 28. Februar 1952 in Kysyl-Kyja, Kirgisische SSR, heute Oblus Batken, Kirgisistan) ist ein kirgisischer General und ehemaliger Verteidigungsminister des Landes.

## Karriere
Topojew wurde 1952 nahe der Stadt Batken in der damaligen Kirgisischen Sozialistischen Sowjetrepublik geboren. Er schlug eine militärische Laufbahn ein, indem er 1969 in den Dienst der Sowjetarmee eintrat und an der Militärakademie in Taschkent studierte. Daraufhin ging Topojew nach Moskau, wo er an der Frunse-Militärakademie, der heutigen Allgemeinen Militärakademie der Russischen Streitkräfte, studierte. Nach seinem Abschluss 1985 war er in Diensten der Armee in verschiedenen Teilen der Sowjetunion tätig und blieb auch nach dem Zerfall der Sowjetunion vorerst in Russland. Dort war er Offizier bei den Streitkräften Russlands und graduierte an der Militärakademie des Generalstabes der Streitkräfte der Russischen Föderation.
1995 kehrte Topojew nach Kirgisistan zurück und wurde dort Vorsitzender des Generalstabs der Kirgisischen Streitkräfte und stellvertretender Verteidigungsminister. Am 24. August 1999 wurde er durch ein Dekret des Präsidenten Askar Akajew als Nachfolger von Myrzakan Subanow zweiter Verteidigungsminister in der Geschichte des unabhängigen Kirgisistan. Grund für den Personalwechsel an der Spitze des Ministeriums war der andauernde Batken-Konflikt im Süden Kirgisistans, in dem es den kirgisischen Streitkräften vorerst nicht gelang, bewaffnete Kämpfer der Islamischen Bewegung Usbekistans aus dem kirgisisch-tadschikischen Grenzgebiet zu vertreiben. Am 18. Oktober gab Topojew die erfolgreiche Zurückdrängung der islamistischen Kämpfer über die Grenze nach Tadschikistan bekannt, Präsident Akajew würdigte diesen Erfolg als unblutigen Sieg.

Während seiner Amtszeit reformierte Topojew die kirgisischen Streitkräfte und arbeitete auf eine stärkere Professionalisierung insbesondere im Bereich des Grenzschutzes hin. Die Reformen wurden ab dem Jahr 2002 stufenweise durchgeführt und waren insgesamt auf eine Zeitspanne von acht Jahren angelegt. Außenpolitisch unterstützte Kirgisistan während Topojews Amtszeit den Krieg gegen den Terror der Vereinigten Staaten, unter anderem durch die Ermöglichung der Nutzung kirgisischer Flughäfen für Einsätze in Afghanistan. Andererseits stand Topojew der Politik der USA kritisch gegenüber, so kritisierte er gegenüber amerikanischen Diplomaten die Waffenlieferungen durch die Vereinigten Staaten in Krisengebiete:
„Sagt eurem Präsidenten in Amerika, dass er vorsichtig sein sollte, an wen er Waffen verkauft. Dies passiert, weil Amerika Pakistan und Afghanistan Waffen im Kampf gegen die Sowjetunion gegeben hat.“
Während seiner Amtszeit wurde Topojew immer wieder befördert und auf diese Weise zum ersten Armeegeneral in der Geschichte der kirgisischen Streitkräfte. Als Vertrauter des Präsidenten Akajew endete Topojews Karriere im kirgisischen Militär mit der Tulpenrevolution im Jahr 2005, die zum Sturz Akajews führte. Im Zuge dieser politischen Veränderungen legte Topojew sein Amt als Verteidigungsminister nieder und verließ Kirgisistan in Richtung Moskau. Dort ist er als Berater für den Rüstungskonzern Rosoboronexport tätig.